# Happiness... Is Not a Fish That You Can Catch
| Críticas profissionais | Críticas profissionais |
| Avaliações da crítica  | Avaliações da crítica  |
| Fonte                  | Avaliação              |
| ---------------------- | ---------------------- |
| allmusic               | link                   |

Happiness... Is Not a Fish That You Can Catch é o terceiro álbum de estúdio da banda Our Lady Peace, lançado em 28 de setembro de 1999.

## Faixas
Todas as faixas escritas e compostas por Our Lady Peace e Arnold Lanni, letras de Raine Maida. 
1. "One Man Army" — 3:22
2. "Happiness & the Fish" — 3:34
3. "Potato Girl" — 4:27
4. "Blister" — 3:57
5. "Is Anybody Home?" — 3:37
6. "Waited" — 3:32
7. "Thief" — 4:01
8. "Lying Awake" — 4:02
9. "Annie" — 4:02
10. "Consequence of Laughing" — 3:16
11. "Stealing Babies" (com Elvin Jones)	— 5:30

## Desempenho nas paradas musicais
| Parada musical (1999)          | Posição |
| ------------------------------ | ------- |
| Estados Unidos - Billboard 200 | 69      |
| Canadá - Canadian Albums Chart | 1       |

## Créditos
- Duncan Coutts - Baixo
- Jamie Edwards - Teclados, guitarra elétrica
- Elvin Jones - Bateria em "Stealing Babies"
- Raine Maida - Vocal, guitarra acústica, piano
- Jeremy Taggart - Bateria, percussão
- Mike Turner - Guitarra elétrica